# Banda sonora de Viaje a Darjeeling
Original Soundtrack: The Darjeeling Limited es el disco de la banda sonora de la película homónima del director estadounidense Wes Anderson. El disco presenta tres canciones de The Kinks, "Powerman", "Strangers" y "This Time Tomorrow", todas procedentes del disco de 1970, Lola versus Powerman and the Moneygoround, Part One, así como "Play With Fire" de The Rolling Stones. "Where Do You Go To (My Lovely)" de Peter Sarstedt está presente en más de una escena de la película. La mayor parte de la banda sonora, de todas formas, está compuesta por el cineasta Bengalí Satyajit Ray y otros artistas de la industria cinematográfica de India. Incluye "Charu's Theme", de la película de 1964, Charulata, piezas de Shankar Jaikishan y obras clásicas de Claude Debussy y Ludwig van Beethoven.
Esta es la primera película de Anderson que no tiene música compuesta por Mark Mothersbaugh. Viaje a Daarjeling por primera vez en una película de Wes anderson integra en su banda sonora una canción de The Rolling Stones (aunque Bottle Rocket, Rushmore, y Los Tenenbaums presentaran todas canciones de la banda británica, no fueron puestas en el disco por conflictos contractuales).

## Lista de canciones
1. "Where Do You Go To (My Lovely)" (Peter Sarstedt) – 4:38
2. "Title Music" (Vilayat Khan) – 2:25
  - From Satyajit Ray's Jalsaghar
3. "This Time Tomorrow" (The Kinks) – 3:25
4. "Title Music" (Satyajit Ray) – 1:25
  - From Satyajit Ray's Teen Kanya
5. "Title Music" (Jyotitindra Moitra) – 1:37
  - From Merchant Ivory's The Householder
  - Performed by Jyotitindra Moitra and Ali Akbar Khan
6. "Ruku Room" (Satyajit Ray) – 0:49
  - From Satayajit Ray's Joi Baba Felunath
7. "Charu's Theme" (Satyajit Ray) – 1:01
  - From Ray's 1964 film, Charulata
8. "Title Music" (Shankar Jaikishan) – 2:33
  - From Merchant Ivory's Bombay Talkie
9. "Montaje" (Satyajit Ray) – 1:15
  - From Nityananda Datta's Baksa Badal
10. "Prayer" (Jodphur Sikh Temple Congregation) – 1:07
11. "Farewell to Earnest" (Jyotitindra Moitra) – 1:59
  - From Merchant Ivory's The Householder
12. "The Deserted Ballroom" (Satyajit Ray) – 0:46
  - From Merchant Ivory's Shakespeare Wallah
13. "Suite Bergamasque: 3. Clair de Lune" (Claude Debussy) – 4:57
  - Performed by Alexis Weissenberg
14. "Typewriter Tip, Tip Tip" (Shankar Jaikishan) – 4:37
  - From Merchant Ivory's Bombay Talkie
15. "Memorial" (Narlai Village Troubador) – 1:26
16. "Strangers" (The Kinks) – 3:20
17. "Praise Him" (Udaipur Convent School Nuns) – 0:43
18. "Symphony No. 7 in A (Op. 92): Allegro Con Brio" (Ludwig van Beethoven) – 6:48
  - Performed by Fritz Reiner and the Chicago Symphony Orchestra
19. "Play With Fire" (The Rolling Stones) – 2:15
20. "Arrival in Benaras" (Vilayat Khan) – 1:44
  - From Merchant Ivory's The Guru
21. "Powerman" (The Kinks) – 4:19
22. "Les Champs-Élysées" (Joe Dassin) – 2:39

- Datos: Q7728905